# 王惟幾
王惟幾（1531年—1569年），字子研，順天府霸州文安縣人，民籍，明朝政治人物。

## 生平
嘉靖三十七年（1558年）戊午科順天府鄉試第十三名舉人。隆慶二年（1568年）中式戊辰科會試第一百五十三名，三甲第二百零九名進士。授山东乐安县知县，在任五月病卒。以子王陞貴，贈文林郎、翰林院检讨。

## 家族
曾祖王翱，聽選官；祖父王深，封工部主事；父王佩，知府。母陳氏（封安人）。永感下。